# Устиновський район (Іжевськ)
Усти́новський район — міський район міста Іжевськ, Удмуртія, Росія. Населення району становить 134 178 осіб (2009, 136 944 в 2002). Утворений 13 червня 1987 року. Площа району становить 24,3 км².
Район є наймолодшим, хоча за населенням поступається тільки Октябрському. Серед промислових підприємств тут розташовуються ВАТ «Удмуртнафта», Іжевський автомобільний завод, ВАТ «Спецгазавтотранс», ТОВ «Гамбрінус», ЗБВ, Металургійний завод, ТЕЦ-2, ЗАТ «Іжмолоко», Іжевський хлібозавод № 3 та інші.

## Склад
Включає в себе такі мікрорайони:
- Старки
- Октябри
- Ярушки
- Смирново
- Тонково